# Gelis canariensis
Gelis canariensis là một loài tò vò trong họ Ichneumonidae.